# Lieb mich, wenn du kannst
Lieb mich, wenn du kannst ist ein deutscher Fernsehfilm der Frühling-Filmreihe von Michael Karen, der am 17. Februar 2019 erstmals im ZDF ausgestrahlt wurde.
Der Film erzählt die Geschichte der Dorfhelferin Katja Baumann, gespielt von Simone Thomalla, die Familien in Notsituationen zur Seite steht und gleichzeitig versucht Frühling in die Herzen der Menschen zu tragen. Es ist der 20. Film einer Reihe, in deren Mittelpunkt die Menschen des Dorfes mit Namen Frühling stehen.
Christoph M. Ohrt und Kristo Ferkic sind als Vater-Sohn-Gespann Jan und Adrian Steinmann dabei, Jan Sosniok als Tom Kleinke und Aniya Wendel als dessen Tochter Nora. Johannes Herrschmann ist in der wiederkehrenden Rolle als Pfarrer Sonnleitner besetzt und Caroline Ebner als Ärztin Dr. Schneiderhahn sowie Julia Beautx als Lilly Engel. Auch Marco Girnth ist in dieser Folge wieder zugegen. Die Haupt-Gaststars dieser Folge sind Johanna Klante als Lehrerin Michelle Schmid, Jascha Baum, Helmfried von Lüttichau und Jule Ronstedt.

## Handlung
Katja Baumann hat einen freien Tag und will zusammen mit Filippa und Michelle Schmid einen Ausflug machen. Für ihren „Mädels-Tag“ haben sie eigentlich einen Drachenflug geplant, doch auf der Alm durchkreuzt ein liebeskranker Adler ihren Plan, sodass hier alle Flüge ausfallen und sie umdisponieren müssen. Auf der Rückfahrt treffen sie auf Freddie Löffler, einen Schüler von Michelle, um den sie sich Sorgen macht, weil er sich krankgemeldet hatte und nicht in der Schule war. Er sieht bei dem zufälligen Treffen allerdings sehr gesund aus. Auch macht die Lehrerin sich Sorgen um den eigentlich sehr talentierten Schüler aufgrund seiner Drogen-Vergangenheit. Deshalb möchte sie auch mit Freddies Eltern reden, die einen Ferienhof mit Ponys betreiben. Da die Arbeit hier nicht ausgeht, ist Freddies Vater auch bei Michelles Versuch, ihn wissen zu lassen, warum sie sich um Freddie sorgt, sehr beschäftigt. Auch teilt er ihre Sorgen nicht, da er ohnehin der Meinung ist, dass sein Sohn kein Abitur braucht, da er einst den Hof übernehmen soll. Schon am nächsten Tag gerät Hubert Löffler mit seinem Sohn derart über das Thema aneinander, dass er einen Herzinfarkt erleidet und ins Krankenhaus gebracht werden muss. Entsprechend kann Freddie wieder nicht zur Schule gehen, weil er erst einmal die Arbeiten, für die sonst sein Vater zuständig ist, erledigen muss. Damit die Arbeit auf dem Hof weiterlaufen kann und Freddie nicht länger die Schule versäumt, kommt Katja als Dorfhelferin zur Familie Löffler. Auch Katja ist es nicht entgangen, dass Freddie sichtlich Probleme mit der Situation hat, so wie sie zurzeit ist. Er möchte schon gern sein Abitur machen, aber sein Vater setzt ihm immer wieder zu, dass das nicht nötig sei, um einen Hof zu führen. Aufgrund des Gesundheitszustandes seines Vaters ist Freddie entschlossen, die Schule zu beenden, um den Eltern fortan besser zur Seite stehen zu können. Auch hat Freddies Mutter Christa gerade vier Kinder auf dem Hof, die hier ihre Reiterferien verbringen und auch versorgt werden müssen. Katja fällt dabei auf, dass eines der Mädchen mit dem von ihrer Mutter vorgegebenen Ernährungsprogramm nicht klarkommt. Deshalb bestärkt sie das Kind, auf seinen Körper zu hören und in diesem Fall nicht auf die Vorgaben der Mutter. Als diese jedoch davon erfährt, reist sie sofort an, um ihre Tochter nach Hause zu holen.
Freddies Entschluss, die Schule abzubrechen, bleibt seltsamerweise bestehen, obwohl es Katja gelingt, seinen Vater davon zu überzeugen, seinem Sohn nicht länger Steine in den Weg zu legen. Zudem enttarnt sie dessen „Masche“, immer sein angeblich krankes Herz vorzuschieben, wenn er seinen Willen durchsetzen will. Durch Katjas guten Kontakt zur Ärzteschaft erfährt sie nämlich, dass die Laborwerte von Hubert Löffler vollends unauffällig sind. Doch Katja kann sich über ihren Erfolg nicht so recht freuen, weil sie Freddie nun immer noch nicht dazu bewegen kann, sein Abitur zu machen. Dann jedoch erfährt sie von Freddie den wahren Grund, warum er nicht mehr zur Schule gehen will. Er sei unglücklich verliebt, will aber seiner Angebeteten nicht länger jeden Tag in der Schule begegnen müssen. Er meint, Liebe sei zerstörend, er wolle sich einfach nicht länger einer solchen Situation aussetzen. Katja versteht ihn erst, als sie Freddie eines Abends zufällig mit seiner Freundin im Kino trifft. Es handelt sich um seine Lehrerin Michelle. Katja stellt Michelle zur Rede und kann deren Argument, nur auf diese Art Zugang zu Freddie bekommen zu haben, nicht gelten lassen. Auch dass der Junge seitdem weg von den Drogen sei, rechtfertige Michelles Verhalten nicht. Katja macht Freddie klar, dass er nicht weiter in Frühling zur Schule gehen könne und sorgt dafür, dass er sein Abitur in einer anderen Schule machen kann. Kurz darauf erfährt sie, dass Freddie übers Wochenende verreist sei. Da auch Michelle nicht da ist, macht sich Katja besorgt auf die Suche nach den beiden. Schließlich gelingt es ihr, Michelle in einem Wellnesshotel zu finden. Sie befindet sich in Begleitung ihrer Mutter, die sie übers Wochenende aus dem Pflegeheim geholt hat. Katja ist einerseits beschämt, aber andererseits auch erleichtert.
Die neue Tierärztin Filippa bemüht sich, dem Drachenflugbetreiber bei seinem Adlerproblem zur Seite zu stehen. Ihrer Meinung nach fehlt es dem Tier an Gesellschaft und so versucht sie, ein passendes Weibchen über eine Auffangstation für Greifvögel zu bekommen. Nachdem das gelungen ist, gibt der Adler nach Tagen der Belagerung endlich auf.

## Produktionsnotizen
Die Episode wurde vom ZDF in Zusammenarbeit mit „Seven Dogs Filmproduktion“ und UFA Fiction produziert und im Rahmen der ZDF-„Herzkino“-Reihe ausgestrahlt. Die Dreharbeiten erfolgten unter dem Arbeitstitel Das Leben ist kein Ponyhof! vom 15. Mai bis 12. Juli 2018.

## Rezeption

### Einschaltquote
Bei der Erstausstrahlung am 17. Februar 2019 wurde Lieb mich, wenn du kannst in Deutschland von 5,83 Millionen Zuschauern gesehen, was einem Marktanteil von 16,5 Prozent entsprach. In der Gruppe der 14- bis 49-jährigen Zuschauer konnte  ein Marktanteil von 8 Prozent erreicht werden.

### Kritik
Rainer Tittelbach von tittelbach.tv befand: „Weil die Subplots, bei denen häufig Tiere und Kinder ins Spiel kommen, originell sind, weil auf die (neuen) Figuren in der zweiten Reihe zunehmend großer Wert gelegt wird, weil Cristino do Rego und Kristo Ferkic, die hohen Erwartungen, die man an sie gestellt hat, sogar noch übertreffen, weil auch verdiente Schauspieler wie Johannes Herrschmann […], Johanna Klante […] oder Caroline Ebner […] mehr zu tun bekommen, kann zwischen der Baumann- und den Filippa-, Mark- oder all den anderen Geschichten problemlos hin und her geschnitten werden.“
Martin Seng von Quotenmeter.de äußerte sich nur mäßig positiv und schrieb: Lieb mich, wenn du kannst „plätschert wie ein ruhiger Bach vor sich hin, unspektakulär und ohne große Abzweigungen.“ „Zugegeben, man darf kein messerscharfes Dialogkino erwarten oder große Emotionen, doch trotz solcher fehlender Qualitäten wird man unterhalten. Für einen entspannten Sonntagabend oder als Berieselung im Hintergrund eignet sich der Fernsehfilm zwar schon, doch darüber hinaus gibt es nichts, was ihn herausstechen lässt. Und da kann die malerische Bergkulisse auch noch so schön anzusehen sein.“